# Waiting Outside the Lines
"Waiting Outside the Lines" – debiutancki singiel amerykańskiego piosenkarza Greysona Chance. Piosenka została napisana przez Aarona Michaela Coxa i wyprodukowana przez Da Internz i Ron Fair. Pierwszy raz pojawił się na iTunes 26 października 2010. Płyta singlowa miała premierę 14 grudnia 2010 i została wyprodukowana przez wytwórnie eleveneleven, Maverick Records, and Geffen Records. Zawierała również wersje studyjną coverów Lady Gagi i zespołu Augustana.
Teledysk został wyreżyserowany przez Sanaa Hamri.

## Lista utworów
Digital download
1. "Waiting Outside the Lines" – 3:52

US & UK CD single
1. "Waiting Outside the Lines" – 3:52
2. "Paparazzi" (Lady Gaga) – 3:22
3. "Fire" (Augustana) – 3:01

EP – Digital Download
1. "Waiting Outside the Lines" – 3:52
2. "Paparazzi" (Lady Gaga) – 3:22
3. "Fire" (Augustana) – 3:00
4. "Waiting Outside the Lines (Remix) [feat. Charice]" – 3:52

CD single – Scholastic Book Club Exclusive CD
1. "Waiting Outside the Lines" – 3:52
2. "Paparazzi" (Lady Gaga) – 3:22
3. "Fire" (Augustana) – 3:00
4. "Light Up the Dark" – 3:24

## Pozycje na listach
| Lista (2010)       | Pozycja |
| ------------------ | ------- |
| US Top Heatseekers | 12      |

## Historia wydania
| Region          | Data              | Format           |
| --------------- | ----------------- | ---------------- |
| USA             | October 26, 2010  | Digital download |
| Wielka Brytania | December 9, 2010  | Digital download |
| USA             | December 14, 2010 | CD single        |
| Wielka Brytania | December 14, 2010 | CD single        |